# Jayson Williams
Jayson Williams (ur. 22 lutego 1968 w Ritter) – amerykański koszykarz, występujący na pozycjach skrzydłowego oraz środkowego, uczestnik meczu gwiazd NBA.

## Osiągnięcia
NBA
- Uczestnik meczu gwiazd NBA (1998)[1]
- Zawodnik tygodnia (25.01.1998)[2]